# Thỏ lam Viên
Thỏ lam Viên (Bleu de Vienne) là một giống thỏ có nguồn gốc từ thủ đô Viên của Áo. Nó được đặc trưng bởi màu xanh đá phiến của nó. Chúng được nuôi chủ yếu ở Đức, Thụy Sĩ và Hà Lan. Tại Pháp đó là một thời gian dài bị nhầm lẫn với màu lam của thỏ Beveren. Hôm nay, nó phổ biến rộng rãi ở Đức, Thụy Sĩ và Hà Lan, và ít có mặt ở những nơi khác trên lục địa

## Lịch sử
Chúng là giống thỏ lâu đời và đã xuất hiện ở những nơi khác nhau. Vì vậy, các nhà sinh vật học Hà Lan Leuwenhock đã mô tả loại màu nhuộm này vào thế kỷ XVII. Sau đó JK Schultz, người được công nhận là nguồn gốc của những con thỏ Vienna Blue. Đây sẽ được bắt nguồn từ phép lai giữa thỏ Lorraine và thỏ Bỉ lớn. Năm 1895, mười lăm con thỏ "màu lam Vienna lớn được đặt tại thành phố cùng tên. Định này đã được chứng minh bởi các kích thước lớn của giống có cân nặng dao động khoảng 6 kg. Sau đó, việc lựa chọn sẽ tập trung vào màu sắc xanh. Giống này đã trở thành chính thức tại Pháp vào 1926.

## Đặc điểm

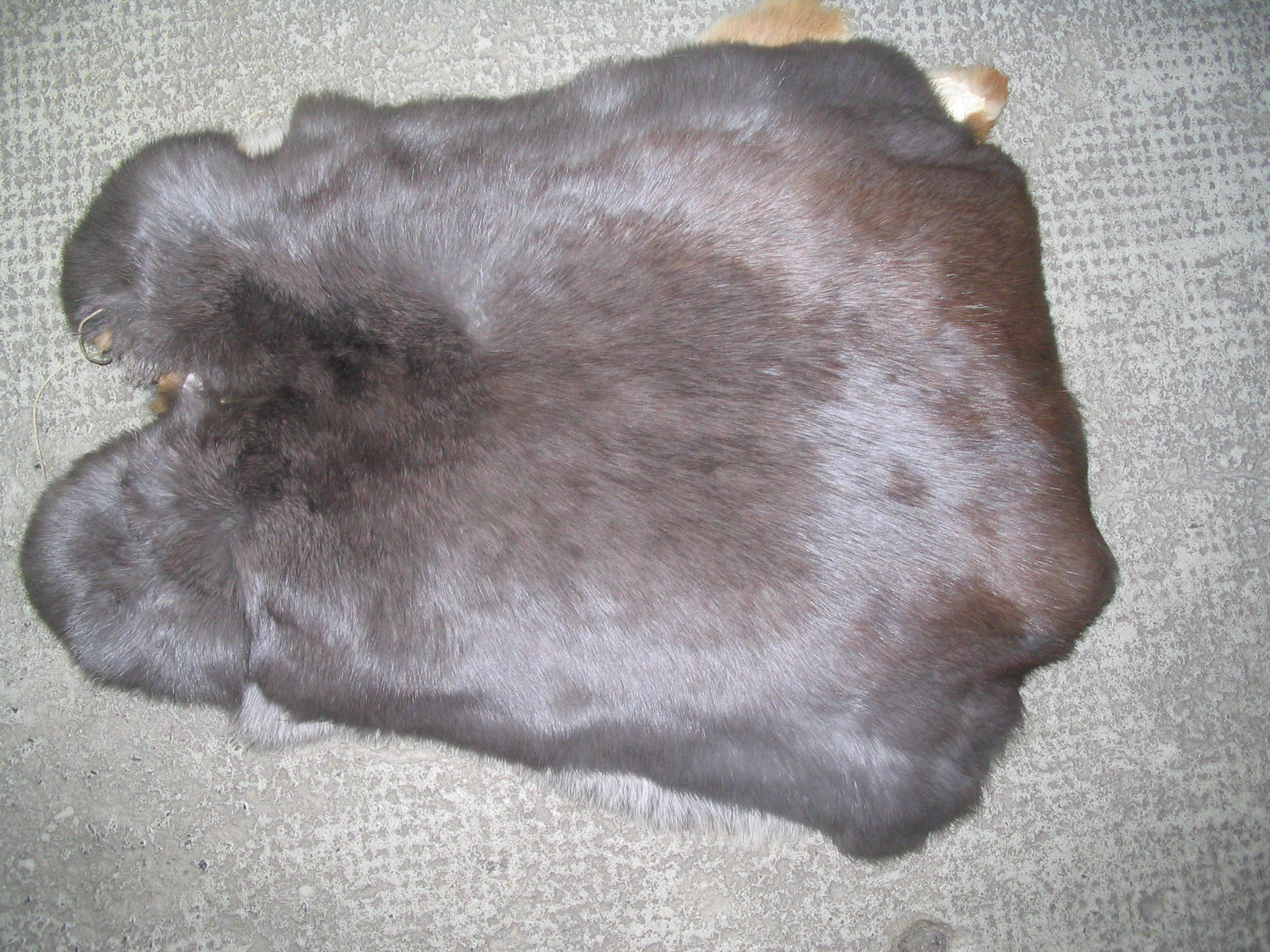
Một bộ lông của thỏ lam Viên

Thỏ lam Vienna là một giống thỏ có kích thước tầm trung, có trọng lượng từ 3,5 đến 5,5 kg. Nó có một thân hình trụ, lực lưỡng, một cái yên dày và mông tròn. Các cổ gần như không thể nhận thấy. Đôi tai thẳng và đo được từ 11 và 13,5 cm. Các diềm cổ được dung nạp ở con cái. Lông của nó là dày đặc, khá dài, bóng mượt và dai. Đôi mắt ánh màu xanh xám. Nó là một con thỏ ngoan ngoãn. Nó có thể sinh sản ở độ tuổi từ 10 đến 12 tháng. với 6-14 thỏ trên lứa
Chúng là vật nuôi nhạy cảm với các yếu tố ngoại cảnh (chốn trạy, sợ tiếng động), khả năng thích ứng với môi trường kém. Sống trong nhà chúng sẽ được an toàn hơn. Cần tránh tiếp xúc với các loài động vật khác, đặc biệt là chuột. Nếu ban ngày chúng ăn không hết thức ăn thì cần vét sạch máng, nếu thừa chuột sẽ lên ăn và cắn chết thỏ, nhất là thỏ con mới đẻ.
Dạ dày chúng co giãn tốt nhưng co bóp yếu. Nhiều con bị chứng sâu răng hành hạ và có vấn đề về tiêu hóa. Chúng cũng bị mắc một số bệnh như bại huyết, ghẻ, cầu trùng, viêm ruột, do ăn thức ăn sạch sẽ, không bị nấm mốc. Nếu thấy chúng có hiện tượng phân hôi, nhão sau đó lỏng dần thấm dính đét lông quanh hậu môn, kém ăn, lờ đờ uống nước nhiều đó là bệnh tiêu chảy. 

## Chăm sóc
Cho ăn cà rốt có thể khiến chúng bị sâu răng, cũng như gây nên những vấn đề về sức khỏe khác. Cà rốt và táo chứa nhiều đường thực vật, chỉ nên cho thỏ ăn những loại này ít. Chúng thích cam thảo nhưng nó lại không tốt bởi thỏ không thể tiêu hóa đường. Chúng thông thường không ăn rau củ có rễ, ngũ cốc hoặc trái cây, đặc biệt là rau diếp. Nên cho thỏ ăn cỏ, cải lá xanh đậm như bắp cải, cải xoăn, bông cải xanh.
Luôn có thức ăn xanh trong khi chăm sóc, lượng thức ăn xanh cho chúng luôn chiếm 90% tổng số thức ăn trong ngày. Có thể cho chúng ăn thêm thức ăn tinh bột, không được lạm dụng vì chúng sẽ dễ bị mắc bệnh về đường tiêu hóa dẫn đến chết. Nhiều người cho rằng thỏ không cần uống nước là sai. Thỏ chết không phải do uống nước hay ăn cỏ ướt mà vì uống phải nước bẩn và ăn rau bị nhiễm độc.
Thỏ sơ sinh sau 15 giờ mới biết bú mẹ. Trong 18 ngày đầu thỏ hoàn toàn sống nhờ sữa mẹ. Nếu được bú đầy đủ thì da phẳng và 5-8 ngày đầu mới thấy bầu sữa thỏ mẹ căng phình ra, thỏ con nằm yên tĩnh trong tổ ấm, chỉ thấy lớp lông phủ trên đàn con động đậy đều. Nếu thỏ con đói sữa thì da nhăn nheo, bụng lép và đàn con động đậy liên tục. Nguyên nhân chủ yếu thỏ con chết là do đói sữa, dẫn đến suy dinh dưỡng, chết dần từ khi mở mắt.